# Asamblea Nacional del Ecuador

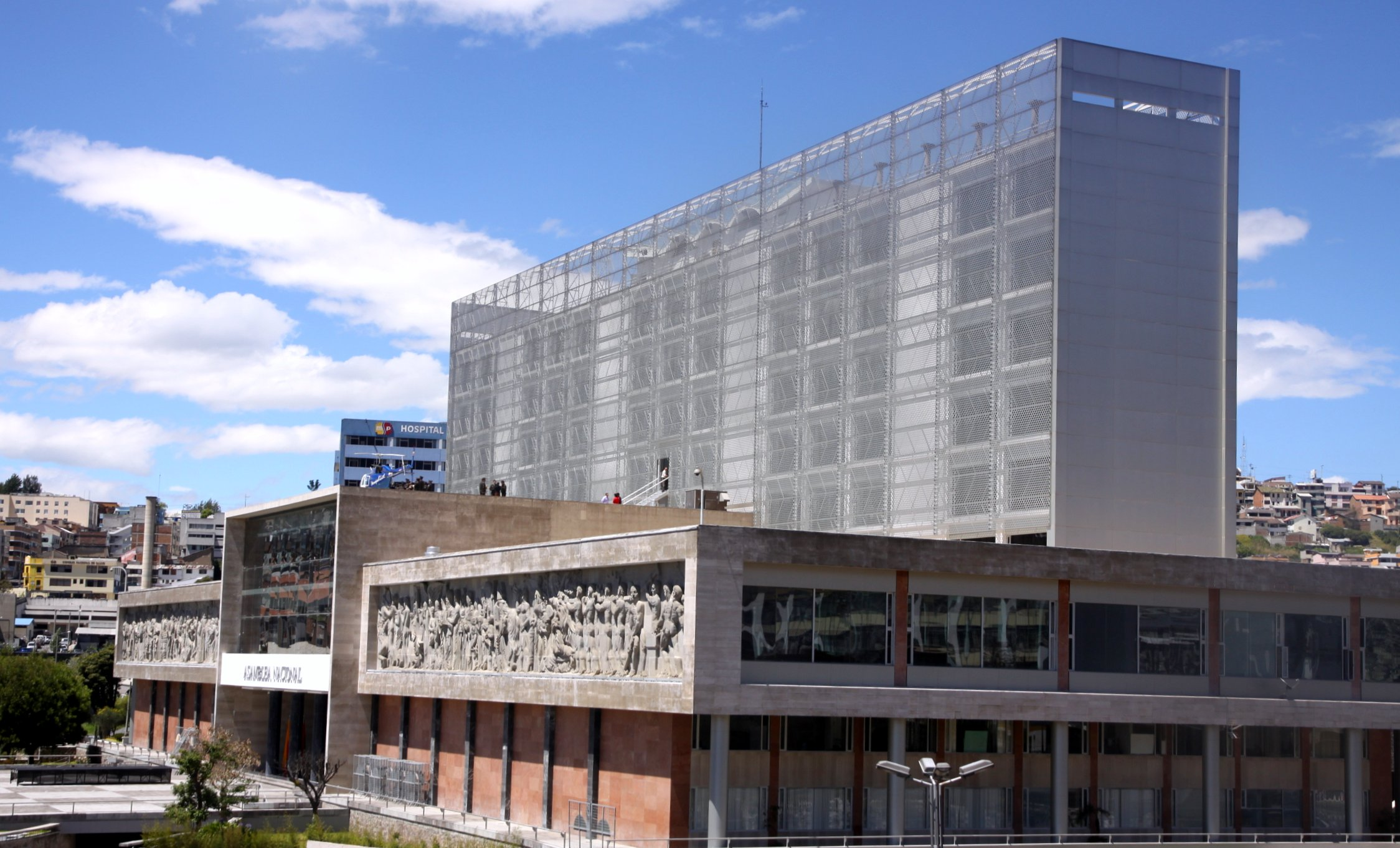
Sede de la Asamblea Nacional de Ecuador, en Quito

La Asamblea Nacional de la República del Ecuador (anteriormente conocido como Congreso Nacional del Ecuador) es el órgano que ejerce el poder legislativo de la República del Ecuador. Es un parlamento unicameral formado por 151  asambleístas repartidos en 12 comisiones permanentes.
Su sede se encuentra en la ciudad de Quito en el Palacio Legislativo.

## Historia
Hasta el 2007, el organismo que ejercía el poder legislativo en el Ecuador era el Congreso Nacional del Ecuador. La principal propuesta de campaña del candidato a la presidencia de la república Rafael Correa fue la de implementar una asamblea constituyente que redacte una nueva constitución para la nación.
Una de las acciones más relevantes y pioneras, por no haber antecedentes de una participación ciudadana tan amplia, abierta y transparente, fue contar con la voz de los migrantes ecuatorianos. Para ello, se creó la Comisión Permanente para el Proceso Participativo de los Migrantes Ecuatorianos.
El documento fue entregado al cónsul de Ecuador en España, Leopoldo Robayo, por los miembros de la comisión durante un acto celebrado en la Casa de América, en Madrid (España).
Los miembros de dicha comisión y encargados de la redacción del documento elaborado, fueron los ciudadanos ecuatorianos Mercedes Factos, Michelle Herrera, Óscar Jara, Romel Jurado, Vladimir Paspuel y Daniel Salamanca Jiménez, empresario español y director de campaña en Europa del candidato a la presidencia Rafael Correa. 
El documento recogió las ideas, opiniones y peticiones de los migrantes ecuatorianos. A esta valiosa información, fue conformada como propuestas y  posteriormente muchas de ellas, se incluyeron en la propuesta realizada por la Asamblea Constituyente para la elaboración de la nueva constitución.
Una vez en el poder, Rafael Correa convocó a referéndum la propuesta de la Asamblea Constituyente la cual se fue aprobada. Luego de esto se convocó a elecciones nuevamente para elegir a los representantes nacionales y seccionales que conformarían la asamblea. La asamblea se instaló en Ciudad Alfaro en el cantón Montecristi y como consecuencia de esto el Congreso Nacional fue cesado en sus funciones mientras se elaboraba la constitución.
Una vez terminada el proyecto de constitución, este fue sometido de nuevo a referéndum constitucional el 28 de septiembre de 2008 en la cual fue aprobada la nueva constitución del Ecuador. La nueva carta magna en su artículo 118 decreta:
La nueva constitución además incluía un régimen de transición que se aplicaría inmediatamente se apruebe la misma. Esta sección de 30 artículos transitorios, establecía la institucionalidad temporal del Estado mientras se realizaban nuevas elecciones, siendo el artículo 17 el que hablaba de la función legislativa para la transición. Dicho artículo cesa definitivamente a los diputados y diputadas elegidos el 16 de octubre de 2006, que conformaban al antiguo Congreso Nacional, y designó como Asambleístas Nacionales a algunos de los antiguos miembros del plenario de la Asamblea Nacional Constituyente de Ecuador de 2007, integrando la Comisión Legislativa y de Fiscalización que fue conocida como Congresillo.
Finalmente, tras las elecciones de 2009, se instaló el primer periodo legislativo de la Asamblea Nacional, el 31 de julio de 2009. El 14 de mayo de 2013, se instaló el segundo periodo en el que por primera vez de la historia del país un partido político (Alianza PAIS), tendría una mayoría absoluta, con 3/4 de los miembros de la asamblea. Este fue clausurado el 11 de mayo de 2017. El tercer periodo fue instalado el domingo 14 de mayo de 2017. El actual periodo legislativo (cuarto periodo legislativo), fue instalado tras las elecciones generales el 14 de mayo de 2021.
El 17 de mayo del 2023, el presidente Guillermo Lasso mediante decreto ejecutivo 741 disolvió la Asamblea Nacional por grave crisis política y conmoción interna, convocando a elecciones legislativas y presidenciales anticipadas para culminar los respectivos periodos. Las elecciones anticipadas para renovar los curules de la Asamblea Nacional tuvieron lugar el 15 de agosto del 2023 y los nuevos asambleístas se posesionarion en noviembre del 2023, culminando el cuarto periodo legislativo hasta el 23 de mayo del 2025.

## Mandatos y normas constitucionales
Los siguientes son las funciones y disposiciones más importantes de la Asamblea Nacional como el órgano ejecutor de la función legislativa, según la actual Constitución del Ecuador:

### Obligaciones generales
Art. 118: La Función Legislativa se ejerce por la Asamblea Nacional, que se integrará por asambleístas elegidos para un período de cuatro años.
La Asamblea Nacional es unicameral y tendrá su sede en Quito. 
Art. 119: Para ser asambleísta se requerirá tener nacionalidad ecuatoriana, haber cumplido dieciocho años de edad al momento de la
inscripción de la candidatura y estar en goce de los derechos políticos.
Art. 120: La Asamblea Nacional tendrá las siguientes atribuciones y deberes, además de las que determine la ley:
1. Posesionar al Presidente y al Vicepresidente de la República proclamados electos por el Consejo Nacional Electoral. La posesión tendrá lugar el veinticuatro de mayo del año de su elección.
2. Declarar la incapacidad física o mental inhabilitante para ejercer el cargo de Presidente de la República y resolver el cese de sus funciones de acuerdo con lo previsto en la Constitución.
3. Elegir al Vicepresidente, en caso de su falta definitiva, de una terna propuesta por el presidente de la República.
4. Conocer los informes anuales que debe presentar el presidente de la República y pronunciarte al respecto.
5. Participar en el proceso de reforma constitucional.
6. Expedir, codificar, reformar y derogar las leyes, e interpretarlas con carácter generalmente obligatorio.
7. Crear, modificar o suprimir tributos mediante ley, sin menoscabo de las atribuciones conferidas a los gobiernos autónomos descentralizados.
8. Aprobar o improbar los tratados internacionales en los casos que corresponda.
9. Fiscalizar los actos de las funciones Ejecutiva, Electoral y de Transparencia y Control Social, y los otros órganos del poder público.
10. Autorizar con la votación de las dos terceras partes de sus integrantes, el enjuiciamiento penal del Presidente o del Vicepresidente de la República.
11. Posesionar a la máxima autoridad de la Procuraduría General del Estado, Contraloría General del Estado, Fiscalía General del Estado, Defensoría del Pueblo, Defensoría Pública, Superintendencias, y a los miembros del Consejo Nacional Electoral, del Consejo de la Judicatura y del Consejo de Participación Ciudadana y Control Social.
12. Aprobar el Presupuesto General del Estado, en el que constará el límite del endeudamiento público, y vigilar su ejecución.
13. Conceder amnistías por delitos políticos e indultos por motivos humanitarios, con el voto favorable de las dos terceras partes de sus integrantes. No se concederán por delitos cometidos contra la administración pública ni por genocidio, tortura, desaparición forzada de personas, secuestro y homicidio por razones políticas o de conciencia.

Art. 123: La Asamblea Nacional se instalará en Quito, sin necesidad de convocatoria, el catorce de mayo del año de su elección. El pleno sesionará
de forma ordinaria y permanente, con dos recesos al año de quince días cada uno. Las sesiones de la Asamblea Nacional serán públicas, salvo las
excepciones establecidas en la ley. Durante el tiempo de receso, el presidente de la Asamblea Nacional, por sí, a petición de la mayoría de los miembros de la Asamblea o del Presidente de la República, convocará a periodos extraordinarios de sesiones para conocer exclusivamente los asuntos específicos señalados en la convocatoria.
Art. 127: Las asambleístas y los asambleístas no podrán:
1. Desempeñar ninguna otra función pública o privada, ni dedicarse a sus actividades profesionales si fueran incompatibles con su cargo, excepto la docencia universitaria siempre que su horario lo permita.
2. Ofrecer, tramitar, recibir o administrar recursos del Presupuesto General del Estado, salvo los destinados al funcionamiento administrativo de la Asamblea Nacional.
3. Gestionar nombramientos de cargos públicos.
4. Percibir dietas u otros ingresos de fondos públicos que no sean los correspondientes a su función de asambleístas.
5. Aceptar nombramientos, delegaciones, comisiones o representaciones remuneradas de otras funciones del Estado.
6. Integrar directorios de otros cuerpos colegiados de instituciones o empresas en las que tenga participación el Estado.
7. Celebrar contratos con entidades del sector público.

Quien incumpla alguna de estas prohibiciones perderá la calidad de asambleísta, además de las responsabilidades que determine la ley.
Art. 128: Las asambleístas y los asambleístas gozarán de fuero de Corte Nacional de Justicia durante el ejercicio de sus funciones; no serán civil ni
penalmente responsables por las opiniones que emitan, ni por las decisiones o actos que realicen en el ejercicio de sus funciones, dentro y fuera de la Asamblea Nacional. Para iniciar causa penal en contra de una asambleísta o de un asambleísta se requerirá autorización previa de la Asamblea Nacional, excepto en los casos que no se encuentren relacionados con el ejercicio de sus funciones.

### Fiscalización y control
Art. 129: La Asamblea Nacional podrá proceder al enjuiciamiento político del Presidente, o del Vicepresidente de la República, a solicitud de al menos una tercera parte de sus miembros, en los siguientes casos:
1. Por delitos contra la seguridad del Estado.
2. Por delitos de concusión, cohecho, peculado o enriquecimiento ilícito.
3. Por delitos de genocidio, tortura, desaparición forzada de personas, secuestro u homicidio por razones políticas o de conciencia.

Para iniciar el juicio político se requerirá el dictamen de admisibilidad de la Corte Constitucional. Para proceder a la censura y destitución se requerirá el voto favorable de las dos terceras partes de los miembros de la Asamblea Nacional. 
Art. 130: La Asamblea Nacional podrá destituir al Presidente de la República en los siguientes casos:
1. Por arrogarse funciones que no le competan constitucionalmente, previo dictamen favorable de la Corte Constitucional.
2. Por grave crisis política y conmoción interna.

Para proceder a la destitución se requerirá el voto favorable de las dos terceras partes de los miembros de la Asamblea Nacional. De prosperar la destitución, el vicepresidente asumirá la Presidencia de la República. Esta facultad podrá ser ejercida por una sola vez durante el periodo legislativo, en los tres primeros años del mismo. En un plazo máximo de siete días después de la publicación de la resolución de destitución, el Consejo Nacional Electoral convocará para una misma fecha a elecciones legislativas y presidenciales anticipadas para el resto de los respectivos periodos.
 
La instalación de la Asamblea Nacional y la posesión del Presidente electo tendrá lugar de acuerdo con lo previsto en la Constitución, en la fecha determinada por el Consejo Nacional Electoral.
Art. 131: La Asamblea Nacional podrá proceder al enjuiciamiento político, a solicitud de al menos una cuarta parte de sus miembros y por incumplimiento de las funciones que les asignan la Constitución y la ley, de los ministros de Estado, o de la máxima autoridad de la Procuraduría General del Estado, Contraloría General del Estado, Fiscalía General del Estado, Defensoría del Pueblo, Defensoría Pública General, Superintendencias, y de los miembros del Consejo Nacional Electoral, Tribunal Contencioso Electoral, Consejo de la Judicatura y Consejo de Participación Ciudadana y Control Social, y de las demás autoridades que la Constitución determine, durante el ejercicio de su cargo y hasta un año después de terminado.

Para proceder a su censura y destitución se requerirá el voto favorable de la mayoría absoluta de los miembros de la Asamblea Nacional, con excepción de los ministros de Estado y los miembros de la Función Electoral y del Consejo de la Judicatura, en cuyo caso se requerirá las dos terceras partes.
La censura producirá la inmediata destitución de la autoridad. Si de los motivos de la censura se derivan indicios de responsabilidad penal, se
dispondrá que el asunto pase a conocimiento de la autoridad competente.

### Procedimiento legislativo
Art. 132: La Asamblea Nacional aprobará como leyes las normas generales de interés común. Las atribuciones de la Asamblea Nacional que no requieran de la expedición de una ley se ejercerán a través de acuerdos o resoluciones. Se requerirá de ley en los siguientes casos:
1. Regular el ejercicio de los derechos y garantías constitucionales.
2. Tipificar infracciones y establecer las sanciones correspondientes.
3. Crear, modificar o suprimir tributos, sin menoscabo de las atribuciones que la Constitución confiere a los gobiernos autónomos descentralizados.
4. Atribuir deberes, responsabilidades y competencias a los gobiernos autónomos descentralizados.
5. Modificar la división político-administrativa del país, excepto en lo relativo a las parroquias.
6. Otorgar a los organismos públicos de control y regulación la facultad de expedir normas de carácter general en las materias propias de su competencia, sin que puedan alterar o innovar las disposiciones legales.

Art. 133: Las leyes serán orgánicas y ordinarias. Serán leyes orgánicas:
1. Las que regulen la organización y funcionamiento de las instituciones creadas por la Constitución.
2. Las que regulen el ejercicio de los derechos y garantías constitucionales.
3. Las que regulen la organización, competencias, facultades y funcionamiento de los gobiernos autónomos descentralizados.
4. Las relativas al régimen de partidos políticos y al sistema electoral.

La expedición, reforma, derogación e interpretación con carácter generalmente obligatorio de las leyes orgánicas requerirán mayoría absoluta de los miembros de la Asamblea Nacional. Las demás serán leyes ordinarias, que no podrán modificar ni prevalecer sobre una ley orgánica.
Art. 134: La iniciativa para presentar proyectos de ley corresponde:
1. A las asambleístas y los asambleístas, con el apoyo de una bancada legislativa o de al menos el cinco por ciento de los miembros de la Asamblea Nacional.
2. Al presidente de la República.
3. A las otras funciones del Estado en los ámbitos de su competencia.
4. A la Corte Constitucional, Procuraduría General del Estado, Fiscalía General del Estado, Defensoría del Pueblo y Defensoría Pública en las materias que les corresponda de acuerdo con sus atribuciones.
5. A las ciudadanas y los ciudadanos que estén en goce de los derechos políticos y a las organizaciones sociales que cuenten con el respaldo de por lo menos el cero punto veinticinco por ciento de los ciudadanos inscritos en el padrón electoral nacional.
6. Quienes presenten proyectos de ley de acuerdo con estas disposiciones podrán participar en su debate, personalmente o por medio de sus delegados.

Art. 135: Sólo el presidente de la República podrá presentar proyectos de ley que creen, modifiquen o supriman impuestos, aumenten
el gasto público o modifiquen la división político administrativa del país.
Art. 136: Los proyectos de ley deberán referirse a una sola materia y serán presentados al Presidente de la Asamblea Nacional con la suficiente exposición de motivos.
Art. 137: El proyecto de ley será sometido a dos debates. El presidente de la Asamblea Nacional, dentro de los plazos que establezca la ley, ordenará que se distribuya el proyecto a los miembros de la Asamblea y se difunda públicamente su extracto, y enviará el proyecto a la comisión que corresponda, que iniciará su respectivo conocimiento y trámite. Los ciudadanos que tengan interés en la aprobación del proyecto de ley, o que consideren que sus derechos puedan ser afectados por su expedición, podrán acudir ante la comisión y exponer sus argumentos.

Aprobado el proyecto de ley, la Asamblea lo enviará al Presidente de la República para que lo sancione u objete de forma fundamentada. Sancionado proyecto de ley o de no haber objeciones dentro del plazo de treinta días posteriores a su recepción por parte del Presidente de la República, se promulgará la ley, y se publicará en el Registro Oficial.
Art. 138: Si el presidente de la República objeta totalmente el proyecto de ley, la Asamblea podrá volver a considerarlo solamente después de un año contado a partir de la fecha de la objeción. Transcurrido este plazo, la Asamblea podrá ratificarlo en un solo debate, con el voto favorable de las dos terceras partes de sus miembros, y lo enviará inmediatamente al Registro Oficial para su publicación. Si la objeción fuera parcial, el presidente de la República presentará un texto alternativo. La Asamblea examinará la objeción parcial dentro del plazo de treinta días, contados a partir de la fecha de su entrega y podrá, en un solo debate, allanarse a ella y enmendar el proyecto con el voto favorable de la mayoría de asistentes a la sesión. También podrá ratificar el proyecto inicialmente aprobado, con el voto favorable de las dos terceras partes de sus miembros.
Art. 140: La Presidenta o Presidente de la República podrá enviar a la Asamblea Nacional proyectos de ley calificados de urgencia en materia económica. La Asamblea deberá aprobarlos, modificarlos o negarlos dentro de un plazo máximo de treinta días a partir de su recepción. Mientras se discuta un proyecto calificado de urgente, el presidente de la República no podrá enviar otro, salvo que se haya decretado el estado de excepción. Cuando en el plazo señalado la Asamblea no apruebe, modifique o niegue el proyecto calificado de urgente en materia económica, el presidente de la República lo promulgará como decreto-ley y ordenará su publicación en el Registro Oficial. La Asamblea Nacional podrá en cualquier tiempo modificarla o derogarla, con sujeción al trámite ordinario previsto en la Constitución.

## Composición

Distribución de escaños por provincia antes del 14 de mayo de 2025

De acuerdo a la Constitución del Ecuador y al Código de la Democracia, la Asamblea Nacional se integra por quince asambleístas elegidos en circunscripción nacional, dos por cada región autónoma, dos asambleístas por cada provincia y distrito metropolitano más uno por cada doscientos mil habitantes o fracción que supere los cincuenta mil, y seis asambleístas por los migrantes. Está compuesto por 60 mujeres y 77 hombres.
- 15 asambleístas nacionales

- 130 asambleístas provinciales y distritales

| Provincia                      | Escaños | Circunscripción | Escaños |
| ------------------------------ | ------- | --------------- | ------- |
| Azuay                          | 6       |                 |         |
| Bolívar                        | 3       |                 |         |
| Cañar                          | 3       |                 |         |
| Carchi                         | 3       |                 |         |
| Chimborazo                     | 4       |                 |         |
| Cotopaxi                       | 4       |                 |         |
| El Oro                         | 5       |                 |         |
| Esmeraldas                     | 5       |                 |         |
| Galápagos                      | 2       |                 |         |
| Guayas                         | 24      | 1               | 6       |
| Guayas                         | 24      | 2               | 6       |
| Guayas                         | 24      | 3               | 6       |
| Guayas                         | 24      | 4               | 6       |
| Imbabura                       | 4       |                 |         |
| Loja                           | 4       |                 |         |
| Los Ríos                       | 6       |                 |         |
| Manabí                         | 10      | 1               | 5       |
| Manabí                         | 10      | 2               | 5       |
| Morona Santiago                | 3       |                 |         |
| Napo                           | 2       |                 |         |
| Orellana                       | 3       |                 |         |
| Pastaza                        | 2       |                 |         |
| Pichincha                      | 19      | 1               | 5       |
| Pichincha                      | 19      | 2               | 5       |
| Pichincha                      | 19      | 3               | 5       |
| Pichincha                      | 19      | 4               | 4       |
| Santa Elena                    | 4       |                 |         |
| Santo Domingo de los Tsáchilas | 4       |                 |         |
| Sucumbíos                      | 3       |                 |         |
| Tungurahua                     | 5       |                 |         |
| Zamora Chinchipe               | 2       |                 |         |

- 6 asambleístas de los migrantes

| Circunscripción especial          | Escaños |
| --------------------------------- | ------- |
| Europa, Oceanía y Asia            | 2       |
| Canadá y Estados Unidos           | 2       |
| Latinoamérica, El Caribe y África | 2       |

### Por partidos políticos
| Partido/movimiento                                   | Escaños | Escaños |
| Partido/movimiento                                   | %       | #       |
| ---------------------------------------------------- | ------- | ------- |
| Acción Democrática Nacional (ADN)                    | 44.37 % | 67/151  |
| Revolución Ciudadana (RC)                            | 39.74 % | 60/151  |
| Independientes y provinciales                        | 9.27 %  | 14/151  |
| Movimiento de Unidad Plurinacional Pachakutik (MUPP) | 1.99 %  | 3/151   |
| Partido Social Cristiano (PSC)                       | 1.99 %  | 3/151   |
| Movimiento Construye (R25/MC25)                      | 0.66 %  | 1/151   |
| Movimiento RETO (RETO)                               | 0.66 %  | 1/151   |
| Unidad Popular (Ecuador) (UP)                        | 0.66 %  | 1/151   |
| Partido Sociedad Patriótica (PSP)                    | 0.66 %  | 1/151   |

### Por bancadas
| Bancada                                              | Escaños | Escaños |
| Bancada                                              | %       | #       |
| ---------------------------------------------------- | ------- | ------- |
| Acción Democrática Nacional (ADN)                    | 47.02 % | 71/151  |
| Bancada Ciudadana (BC)                               | 41.06 % | 62/151  |
| Independientes                                       | 7.28 %  | 11/151  |
| Movimiento de Unidad Plurinacional Pachakutik (MUPP) | 1.99 %  | 3/151   |
| Partido Social Cristiano (PSC)                       | 1.99 %  | 3/151   |
| Unidad Popular (Ecuador) (UP)                        | 0.66 %  | 1/151   |

## Consejo de Administración Legislativa (CAL)

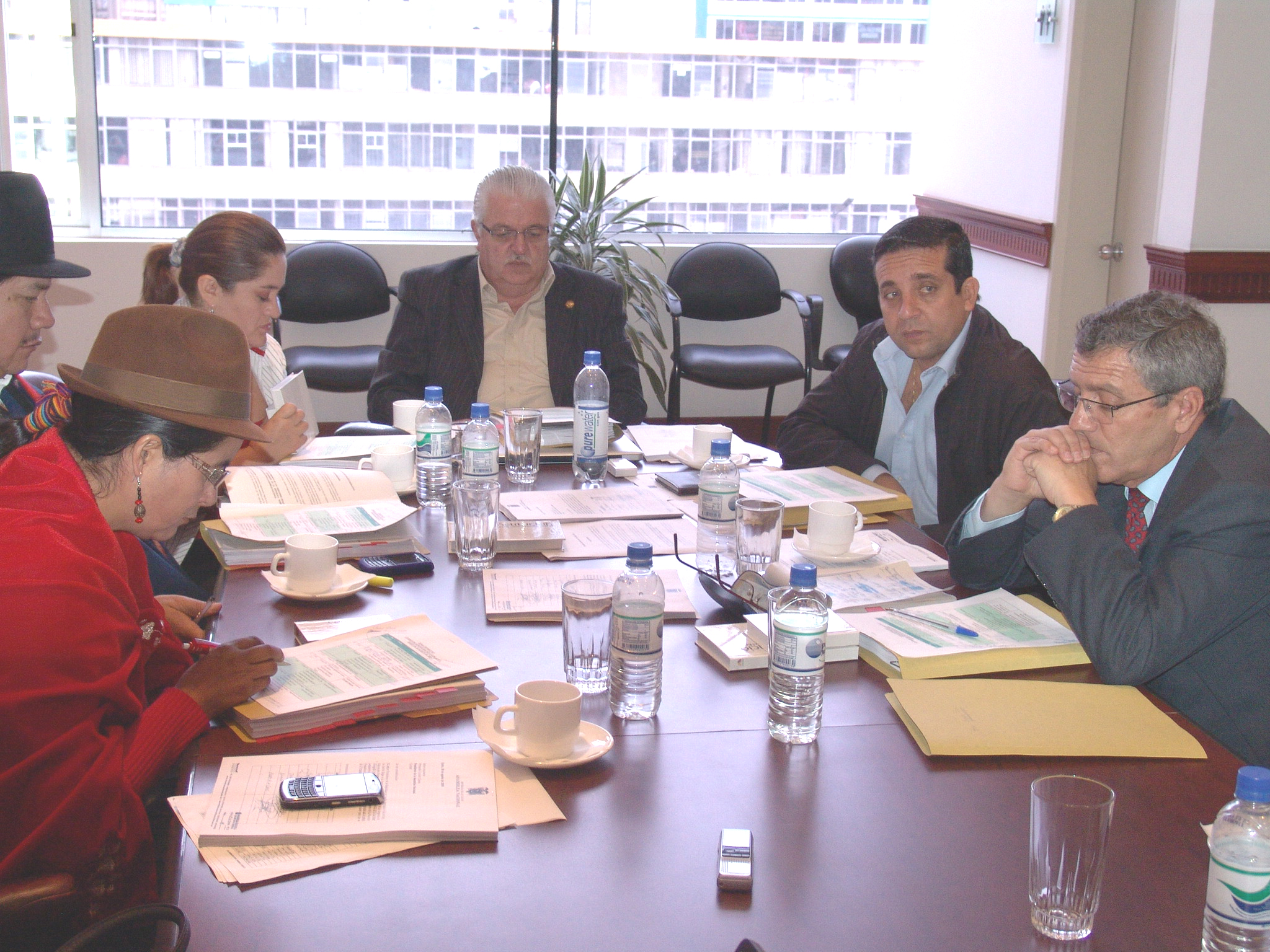
Primer Consejo de Administración Legislativa en el año 2009

La Asamblea Nacional tiene un Consejo de Administración Legislativa que dirige el parlamento, y que está conformado por el presidente, dos vicepresidentes, y cuatro vocales. Los miembros del CAL se eligen de entre los asambleístas cada dos años.
Generalmente las cuatro vocalías del CAL se asignan según la mayoría de bancadas, la primera vocalía corresponde a la bancada de mayoría, la segunda a la bancada que le siga en miembros y así sucesivamente. Los partidos o movimientos políticos que cuenten con un número de asambleístas que represente al menos el diez por ciento de los miembros de la Asamblea Nacional podrán formar una bancada legislativa. Los partidos o movimientos que no lleguen a tal porcentaje podrán unirse con otros para formarla.
El CAL actualmente está conformado de la siguiente manera:
| Cargo                   | Asambleísta                        | Asambleísta                        | Asambleísta                        | Bancada                            | Partido                            | Período                     |
| ----------------------- | ---------------------------------- | ---------------------------------- | ---------------------------------- | ---------------------------------- | ---------------------------------- | --------------------------- |
| Presidencia             |                                    |                                    | Niels Olsen Peet                   | ADN                                | Acción Democrática Nacional        | 14 de mayo de 2025-presente |
| Primera Vicepresidencia |                                    |                                    | Mishel Mancheno Dávila             | ADN                                | Acción Democrática Nacional        | 14 de mayo de 2025-presente |
| Segunda Vicepresidencia |                                    |                                    | Carmen Tiupul Urquizo              | Independientes                     | Independiente                      | 14 de mayo de 2025-presente |
| Primera Vocalía         |                                    |                                    | Sade Fritschi Naranjo              | ADN                                | Acción Democrática Nacional        | 14 de mayo de 2025-presente |
| Segunda Vocalía         |                                    |                                    | Samuel Célleri Gómez               | ADN                                | Acción Democrática Nacional        | 14 de mayo de 2025-presente |
| Tercera Vocalía         |                                    |                                    | Mónica Salazar Hidalgo             | Independientes                     | Independiente                      | 14 de mayo de 2025-presente |
| Cuarta Vocalía          |                                    |                                    | Steven Ordóñez Bravo               | ADN                                | Sur Unido Regional                 | 14 de mayo de 2025-presente |
| Secretaría General      | Giovanny Francisco Bravo Rodríguez | Giovanny Francisco Bravo Rodríguez | Giovanny Francisco Bravo Rodríguez | Giovanny Francisco Bravo Rodríguez | Giovanny Francisco Bravo Rodríguez | 14 de mayo de 2025-presente |
| Prosecretaría General   | Jorge Enrique López Terán          | Jorge Enrique López Terán          | Jorge Enrique López Terán          | Jorge Enrique López Terán          | Jorge Enrique López Terán          | 14 de mayo de 2025-presente |

## Períodos legislativos
De acuerdo a la Ley Orgánica de la Función Legislativa (LOFL) la Asamblea Nacional ejerce sus funciones en Periodos Legislativos, que es el tiempo para el cual fueron elegidos los asambleístas (cuatro años). Un periodo legislativo es equivalente a una legislatura.
Desde su instalación la Asamblea Nacional ha tenido dos periodos legislativos y un periodo legislativo de transición:
| #   | Período en funciones                         | Primera fuerza política | Primera fuerza política   | Primera fuerza política | Alianza gubernamental | Grupo opositor |
| #   | Período en funciones                         | Partido                 | Posición                  | Mayoría                 | Alianza gubernamental | Grupo opositor |
| --- | -------------------------------------------- | ----------------------- | ------------------------- | ----------------------- | --- | --- |
| T   | 27 de octubre de 2008-30 de julio de 2009    | PAÍS                    | Oficialista               | Absoluta                | PAÍS + MUPP-NP + MPD + RED + ID + PRE 56 asam. (73.68 %) - Mayoría | PSP + PRIAN + PSC + UNO 18 asam. (23.68 %) |
| I   | 31 de julio de 2009-9 de mayo de 2013        | PAÍS                    | Oficialista               | Simple                  | PAÍS + MPD (2009) + MUPP-NP (2009) + PS-FA + ARE 2009: 69 asam. (55.64 %) - Mayoría Después del 2009: 60 asam. (48.39 %) | PSP + PSC + PRIAN + MPD (desde 2009) + MMIN + MUPP-NP (desde 2009) + PRE + ID 2009: 49 asam. (39.52 %) Después del 2009:58 asam. (46.77 %)                                                                    |
| II  | 14 de mayo de 2013-11 de mayo de 2017        | PAÍS                    | Oficialista               | Calificada              | PAÍS + AVANZA (hasta 2015) + ARE + IDC (hasta 2015) + MPCG Hasta 2015: 108 asam. (78.83 %) - Mayoría Desde 2015: 102 asam. (74.45 %) - Mayoría | CREO + PSC + PSP + MUPP-NP + AVANZA (hasta 2015) + MUP (desde 2014) + PRE (hasta 2014) + FE (desde 2015) + MPD (2014) + SUMA (hasta 2014) Hasta 2015: 29 asam. (21.17 %) Desde 2015: 35 asam.(25.55 %)        |
| III | 14 de mayo de 2017-14 de mayo de 2021        | PAÍS                    | Oficialista               | Absoluta (2017-2018)    | PAÍS + ARE (hasta 2018) + MPUP +MPFLC + MAR Acuerdo parcial: ID + MUPP + SUMA + PSP + FE + IDC + MPCG + UPP + CREO (hasta 2020) + Amauta Yuyay (hasta 2020) + SIARI (hasta 2020) + AT + CambioHasta 2018: 74 asam. (54.02 %) - Mayoría Desde 2018: 35 asam.(21.89 %) | FCS (desde 2018) + CREO (desde 2020) + Amauta Yuyay (desde 2020) + SIARI (desde 2020) + PSC + MNJP + Ahora + MSCCHasta 2020: 31 asam. (22.62 %) Desde 2020: 35 asam.(67.46 %) - Mayoría                       |
| III | 14 de mayo de 2017-14 de mayo de 2021        | PAÍS                    | Oficialista               | Simple (2018-2021)      | PAÍS + ARE (hasta 2018) + MPUP +MPFLC + MAR Acuerdo parcial: ID + MUPP + SUMA + PSP + FE + IDC + MPCG + UPP + CREO (hasta 2020) + Amauta Yuyay (hasta 2020) + SIARI (hasta 2020) + AT + CambioHasta 2018: 74 asam. (54.02 %) - Mayoría Desde 2018: 35 asam.(21.89 %) | FCS (desde 2018) + CREO (desde 2020) + Amauta Yuyay (desde 2020) + SIARI (desde 2020) + PSC + MNJP + Ahora + MSCCHasta 2020: 31 asam. (22.62 %) Desde 2020: 35 asam.(67.46 %) - Mayoría                       |
| IV  | 14 de mayo de 2021-17 de mayo de 2023        | RC                      | Oposición                 | Simple (2021-2023)      | CREO + EU + PPA + DSÍ + UE + MC25 + PSP + MC + CD + Minga + Crecer (Desde 2022) + Únete (Hasta 2022) + Igualdad (Hasta 2022) + Acuerdo Ciudadano (Hasta 2022) Acuerdo parcial: MUPP + ID Hasta 2023: 24 asam. (18.25 %)                                              | RC + PSC 2021: 59 asam. (55.76 %) - Mayoría |
| IV  | 17 de noviembre de 2023 - 14 de mayo de 2025 | RC                      | Apoyo externo (2023-2024) | Simple                  | ADN + PSC (Hasta 2024) + SUMA + CD + RETO (Hasta 2024)+ AMIGO + Únete + MSCC (Hasta 2024) + Semilla + MPCG Acuerdo parcial: RC (Hasta 2024) + PLAN (Hasta 2024) Hasta 2024: 43 asam. (36.25 %)- MayoríaDesde 2024: 29 asam.(21.17 %) - Mayoría                       | MC25 + MUPP + PSP + RC (Desde 2024) + PLAN (Desde 2024) + RETO(Desde 2024) + PSC (Desde 2024) + Únete (Desde 2024) + MSCC (Desde 2024) Hasta 2024: 32 asam. (30.65 %) Desde 2024: 90 asam.(65.69 %) - Mayoría |
| IV  | 17 de noviembre de 2023 - 14 de mayo de 2025 | RC                      | Oposición (2024-2025)     | Simple                  | ADN + PSC (Hasta 2024) + SUMA + CD + RETO (Hasta 2024)+ AMIGO + Únete + MSCC (Hasta 2024) + Semilla + MPCG Acuerdo parcial: RC (Hasta 2024) + PLAN (Hasta 2024) Hasta 2024: 43 asam. (36.25 %)- MayoríaDesde 2024: 29 asam.(21.17 %) - Mayoría                       | MC25 + MUPP + PSP + RC (Desde 2024) + PLAN (Desde 2024) + RETO(Desde 2024) + PSC (Desde 2024) + Únete (Desde 2024) + MSCC (Desde 2024) Hasta 2024: 32 asam. (30.65 %) Desde 2024: 90 asam.(65.69 %) - Mayoría |
| V   | 14 de mayo de 2025 - 14 de mayo de 2029      | ADN                     | Oficialista               | Simple                  | | |

## Comisiones
La Asamblea Nacional está conformada por diferentes comisiones permanentes, dispuestas por el CAL, pudiendo de esta manera, crearse comisiones ocasionales, como lo fue la Comisión Ocasional de Enmienda Constitucional, que se dedicó al tratamiento de las enmiendas constitucionales aprobadas en el 2016.
Comisiones permanentes:
- Comité de Ética
- Comisión de Justicia y Estructura del Estado
- Comisión del Derecho al Trabajo y a la Seguridad Social
- Comisión de Régimen Económico y Tributario y su Regulación y Control
- Comisión de Desarrollo Económico, Productivo y la Microempresa
- Comisión de Relaciones Internacionales y Movilidad Humana
- Comisión de Biodiversidad y Recursos Naturales
- Comisión de Soberanía Alimentaria y Desarrollo del Sector Agropecuario y Pesquero
- Comisión de Gobiernos Autónomos, Descentralización, Competencias y Organización del Territorio
- Comisión de Educación, Cultura, Ciencia, Tecnología, Innovación y Saberes Ancestrales
- Comisión del Derecho a la Salud y Deporte
- Comisión de Transparencia, Participación Ciudadana y Control Social
- Comisión de Garantías Constitucionales, Derechos Humanos, Derechos Colectivos y la Interculturalidad
- Comisión de Soberanía, Integración y Seguridad Integral
- Comisión de Protección Integral a Niñas, Niños y Adolescentes
- Comisión de Fiscalización y Control Político